# De dunkla butikernas gata
De dunkla butikernas gata är en roman av den franske författaren Patrick Modiano utgiven 1978, samma år som författaren tilldelades Goncourtpriset. Den utkom i svensk översättning år 1980.
Romanen handlar om en privatdetektiv som förlorat minnet i en mystisk olycka och försöker återfinna sin identitet. Sökandet tar honom från Paris tillbaka till tiden för andra världskriget i gränstrakterna mellan Frankrike och Schweiz. Både till berättarstil, intrig och atmosfär har romanen sagts erinra om en Georges Simenon-deckare.